# Smerup Sogn
Smerup Sogn er et sogn i Tryggevælde Provsti (Roskilde Stift).
I 1800-tallet var Smerup Sogn fra Stevns Herred anneks til Spjellerup Sogn fra Fakse Herred. Begge herreder lå i Præstø Amt. De to sogne dannede sognekommune hen over herredsgrænsen. Ved kommunalreformen i 1970 blev Spjellerup-Smerup indlemmet i Fakse Kommune.
I sognet findes følgende autoriserede stednavne:
- Lille Torøje (bebyggelse, ejerlav)
- Madelund (areal, bebyggelse)
- Mosehuse (bebyggelse)
- Smerup (bebyggelse, ejerlav)
- Store Torøje (bebyggelse, ejerlav)